# Primera onada de teoria feminista

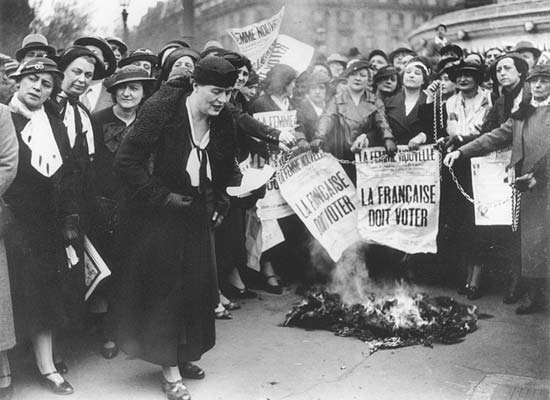
Marxa de protesta exigint el vot per a la dona

La primera onada de teoria feminista és el nom que rep el moviment feminista del segle xix i principis del segle XX i les seves reflexions teòriques. Abans del 1848, en canvi, parlem de protofeminisme. A l'esfera angloparlant dura fins a mitjans dels anys 20, però en altres països emergeix més tardanament i, per tant, s'estén en el temps. El terme va ser creat a posteriori quan diversos estudiosos es reclamaven com a pertanyents a una segona onada de teoria feminista que es volia diferenciar d'aquest moviment. Es creu que la creadora del terme fou Marsha Lear.

## Pensament
La primera onada de teoria feminista es va originar als països anglosaxons amb reivindicacions lligades als drets de la dona en dos àmbits: el polític i el de reproducció. En el primer cas, es va lligar al sufragisme per reclamar el dret a vot de les dones, el dret a ser elegides diputades i a participar en l'esfera pública en plena igualtat amb els homes. En el segon àmbit reclamava el dret a la dona a decidir sobre si volia o no tenir fills, quants i quan, unes reivindicacions que traspassarien l'esfera feminista.
Aquesta onada recollia la literatura clàssica on reclamava la igualtat entre gèneres, amb una llarga tradició de protesta contra la misogínia. Ben aviat es veié la necessitat d'aliar-se amb altres moviments socials per aconseguir els objectius feministes. Així el feminisme de la primera onada sovint donà suport a teories del liberalisme i a filosofies ètiques basades en la no discriminació i igualment des d'aquests corrents s'assumiren les principals reivindicacions feministes. En alguns casos es va aprofitar la sinergia amb altres moviments com l'abolicionisme als Estats Units, donat que ambdós exigien la igualtat de tots els individus.
El feminisme primerenc qüestionava que els rols de gènere fossin una conseqüència natural de les diferències biològiques entre homes i dones i denunciava que aquestes diferències s'havien usat per atorgar a la dona una posició inferior a la societat, en un sistema dominat pel patriarcat.

## Accions
Les accions feministes d'aquesta primera onada es dividien en dos grans grups. D'una banda van proliferar la literatura feminista on s'explicava els objectius i els supòsits erronis que sostenien el patriarcat. Aquests escrits constaven d'assajos, manifests i algunes obres de ficció. Tenien com a fita conscienciar l'opinió pública de les injustícies comeses amb les dones i de les oportunitats que sorgirien per a tothom en tenir en compte els seus drets.
D'altra banda es convocaven manifestacions periòdiques destinades a reclamar aquests drets al carrer. Les marxes, amb eslògans i ocupació d'espais cridaven l'atenció d'una societat que pensava que el lloc de la dona era a la llar i li sobtava veure-la al carrer, un espai tradicionalment masculí. La intenció era portar a la pràctica part del que es reclamava als escrits, exercint el dret a participar en la política de manera autònoma.